# Veratrum versicolor
Veratrum versicolor är en nysrotsväxtart som beskrevs av Takenoshin Nakai. Veratrum versicolor ingår i släktet nysrötter, och familjen nysrotsväxter. Inga underarter finns listade.